# Taça Stanley Rous de 1985
A Taça Stanley Rous de 1985 foi a primeira edição da competição internacional de futebol também conhecida como Rous Cup, inicialmente estabelecida para continuar o jogo anual tradicional entre os rivais Inglaterra e Escócia após o fim do British Home Championship. 
A taça foi vencida pela Escócia, que derrotou a Inglaterra por 1 a 0 no jogo disputado no dia 25 de maio de 1985. Esta foi a única vez que a Seleção Escocesa levantou a Taça durante toda a sua existência de cinco anos.

## Detalhes da partida
| 25 de maio     | Escócia   | 1 – 0 | Inglaterra | Hampden Park, Glasgow                       |
| 15:00 (DST +1) | Gough 69' |       |            | Público: 66 439 Árbitro: FRA Michel Vautrot |

| Escócia | Inglaterra |

| ESCÓCIA:   |    |                                     |                               |     |
|            |    |                                     |                               |     |
| GL         | 1  | Jim Leighton (Aberdeen)             |                               |     |
| DF         | 3  | Richard Gough (Dundee United)       |                               |     |
| DF         | 2  | Maurice Malpas (Dundee United)      | Penalizado com cartão amarelo |     |
| DF         | 5  | Roy Aitken (Celtic)                 |                               |     |
| DF         | 4  | Alex McLeish (Aberdeen)             |                               |     |
| MC         | 6  | Willie Miller (Aberdeen)            |                               |     |
| MC         | 11 | Gordon Strachan (Manchester United) |                               |     |
| MC         | 9  | Graeme Souness (Sampdoria)          |                               |     |
| AT         | 10 | Steve Archibald (Barcelona)         | Penalizado com cartão amarelo |     |
| MC         | 8  | Jim Bett (Lokeren)                  |                               |     |
| AT         | 7  | David Speedie (Chelsea)             |                               | 71' |
| Reservas:  |    |                                     |                               |     |
| GL         | 12 | Alan Rough (Hibernian)              |                               |     |
| MC         | 15 | Paul McStay (Celtic)                |                               |     |
| MC         | 16 | Murdo MacLeod (Celtic)              |                               | 71' |
| AT         | 17 | Mo Johnston (Celtic)                |                               |     |
| AT         | 14 | Paul Sturrock (Dundee United)       |                               |     |
| Treinador: |    |                                     |                               |     |
| Jock Stein |    |                                     |                               |     |

| INGLATERRA:  |    |                                      |                               |     |
|              |    |                                      |                               |     |
| GL           | 1  | Peter Shilton (Southampton)          |                               |     |
| DF           | 2  | Viv Anderson (Arsenal)               |                               |     |
| DF           | 3  | Kenny Sansom (Arsenal)               |                               |     |
| DF           | 4  | Terry Fenwick (Queen's Park Rangers) |                               |     |
| DF           | 5  | Terry Butcher (Ipswich Town)         |                               |     |
| MC           | 10 | Glenn Hoddle (Tottenham Hotspur)     |                               | 79' |
| MC           | 6  | Ray Wilkins (Milan)                  | Penalizado com cartão amarelo |     |
| MC           | 7  | Bryan Robson (Manchester United)     |                               |     |
| AT           | 8  | Trevor Francis (Sampdoria)           |                               |     |
| AT           | 9  | Mark Hateley (Milan)                 |                               |     |
| MC           | 11 | John Barnes (Watford)                |                               | 63' |
| Reservas:    |    |                                      |                               |     |
| GL           | 12 | Gary Bailey (Manchester United)      |                               |     |
| DF           | 14 | Dave Watson (Norwich City)           |                               |     |
| MC           | 16 | Chris Waddle (Newcastle United)      |                               | 63' |
| AT           | 15 | Kerry Dixon (Chelsea)                |                               |     |
| AT           | 17 | Gary Lineker (Leicester City)        |                               | 79' |
| Treinador:   |    |                                      |                               |     |
| Bobby Robson |    |                                      |                               |     |

| Regras: - 90 minutos de jogo - Se permanecer o empate, disputa de pênaltis - Permitido até cinco substituições para cada lado. |

## Premiações
| Taça Stanley Rous de 1985        |
| -------------------------------- |
| Escócia Campeã (Primeiro título) |